# Sílvia Bandeira
Sylvia de Souza Bandeira Ferreira (Genebra, 15 de fevereiro de 1950) é uma atriz suíço-brasileira.

## Biografia
É filha do diplomata Octávio de Souza Bandeira e de Talita de Souza Bandeira. Seu avô, Gustavo de Souza Bandeira, foi escritor e diplomata, e seu bisavô foi o jurista, escritor, diplomata, professor e membro da Academia Brasileira de Letras, João Carneiro de Souza Bandeira (1865–1917), que foi casado com Luzia Gomes de Mattos. Sua avó, Sylvia, casada  com  Gustavo de  Souza  Bandeira,  era  filha  de  Lafayette  Rodrigues  Pereira,  jurista,  Senador  do  Império,  autor de  livros  clássicos  de  Direito,  Direito  das  Coisas  e  Direito  de  Família e  membro da Academia Brasileira de Letras.

## Carreira
Sylvia completou quarenta anos de profissão em 2018, tendo atuado em vinte peças teatrais, dezoito novelas, quatro minisséries, quatro longa-metragens e dois musicais. Além dos cursos de interpretação que realizou na PUC-RJ (1978) e no Tablado (1979), teve como escola alguns dos melhores e mais prestigiados diretores, atores e atrizes do cenário nacional. 
Iniciou sua carreira com o filme República dos Assassinos (1978), dirigido por Miguel Faria Jr. e em Bar Esperança (1983), de Hugo Carvana, recebeu o prêmio Kikito como melhor atriz coadjuvante. Participou de novelas e minisséries, começando como protagonista da novela Um Sonho a Mais (1985), na TV Globo. Seu trabalho mais recente nessa emissora foi em Sol Nascente, de Walter Negrão (2017). Na Record TV, atuou na nova versão de Escrava Isaura (2004) e em Vidas Opostas (2006), entre outras. 
Nas artes cênicas, viveu personagens entre o drama e a comédia. Um de seus trabalhos de maior destaque no teatro foi sua interpretação de Marlene Dietrich – As Pernas do Século – que rendeu-lhe o prêmio Heloneida Studart de Cultura, além de indicação ao Prêmio Shell de melhor atriz de teatro (2011). Produziu e encenou oito espetáculos, como a peça Vita & Virginia, dirigida por Ítalo Rossi, que recebeu quatro prêmios Molière. Entre os principais espetáculos como protagonista estão o musical Rádio Nacional, de Fátima Valença, O Doente Imaginário, de Molière e Divinas Palavras, de Ramon del Valle Inclán. 
Foi dirigida por Jô Soares, Moacyr Góes, Jacqueline Laurence e três vezes por Bibi Ferreira, além de ter trabalhado com outros diretores e atores consagrados.  Como escritora, lançou seu primeiro livro Mamãe Costura e Esta Noite Vou te Ver (2013), pela Editora Apicuri. 

## Vida pessoal
Filha de diplomata nasceu em Genebra e viveu durante os primeiros dezoito anos de sua vida em diversos países, o que a tornou fluente em inglês, espanhol e francês. Aos 19 anos mudou-se para o Rio de Janeiro, onde vive desde então. 
Foi casada com o empresário Robert (Bobby) Falkenburg II (filho de Bob Falkenburg), com que teve dois filhos, Talitha e Robert. Em 1980, Sylvia casou-se com o apresentador Jô Soares, os dois permaneceram juntos até 1982. 
É casada desde 1983 com o engenheiro civil Carlos Eduardo de Souza Dantas Ferreira, com quem tem uma filha, Melina de Souza Bandeira Ferreira, publicitária.

## Filmografia

### Televisão
| Ano     | Trabalho            | Personagem / Cargo        | Notas                                   |
| ------- | ------------------- | ------------------------- | --------------------------------------- |
| 1975–76 | Fantástico          | Repórter                  |                                         |
| 1976    | 8 ou 800            | Apresentadora             |                                         |
| 1977–82 | Planeta dos Homens  | Várias personagens        |                                         |
| 1977    | Telecurso 2° Grau   | Apresentadora             |                                         |
| 1982    | Avenida Paulista    | Modelo                    | Episódio: "25 de maio"                  |
| 1982    | Quem Ama não Mata   | Mulher do Marianinho      | Episódio: "6 de agosto"                 |
| 1985    | Um Sonho a Mais     | Stella Aranha             |                                         |
| 1986    | Roda de Fogo        | Alice                     |                                         |
| 1988    | Bebê a Bordo        | Lourdes (Dinha)           |                                         |
| 1990    | Rainha da Sucata    | Heloísa                   | Episódio: "17 de agosto"                |
| 1990    | Lua Cheia de Amor   | Ruth Xavier (Rutinha)     |                                         |
| 1993    | Agosto              | Laura                     |                                         |
| 1995    | História de Amor    | Rose                      | Episódio: "2 de março"                  |
| 1995    | Decadência          | Estela Couto Neves        |                                         |
| 1996    | Quem É Você?        | Valentina Olegário        |                                         |
| 1997    | Você Decide         | Vanessa                   | Episódio: "Meu Pai"                     |
| 1997    | Zazá                | Dorothy Meira Dumont      |                                         |
| 1999    | Suave Veneno        | Consuelo Martins          |                                         |
| 2000    | Vila Madalena       | Elvira                    |                                         |
| 2001    | Um Anjo Caiu do Céu | Giovana                   | Episódio: "16 de abril"                 |
| 2002    | O Beijo do Vampiro  | Sílvia Nogueira           | Episódio: "30 de agosto"                |
| 2004    | A Escrava Isaura    | Perpétua Mendonça         |                                         |
| 2006    | Prova de Amor       | Lola                      | Episódios: "26 de maio–11 de julho"     |
| 2006    | Vidas Opostas       | Cilene Oliveira e Mello   |                                         |
| 2007    | Amor e Intrigas     | Marília Fraga             |                                         |
| 2009    | Promessas de Amor   | Isabel Camargo            |                                         |
| 2011    | Vidas em Jogo       | Suzana Gonçalves Carvalho |                                         |
| 2012    | Balacobaco          | Abigail Teixeira Vilela   |                                         |
| 2016    | Sol Nascente        | Ana Clara Peixoto López   |                                         |
| 2025    | Dona de Mim         | Isabella (mãe de Filipa)  | Episódios: "28 de abril" e "2 de julho" |

### Cinema
| Ano  | Trabalho                              | Personagem   |
| ---- | ------------------------------------- | ------------ |
| 1979 | A República dos Assassinos            | Vaninha      |
| 1983 | Bar Esperança                         | Cotinha      |
| 1989 | Assassinato no Rio                    | –            |
| 2003 | Apolônio Brasil, o Campeão da Alegria | Dona Guiomar |

## Teatro
| Ano             | Título                                  | Autoria                                     | Direção              |
| --------------- | --------------------------------------- | ------------------------------------------- | -------------------- |
| 1980            | Brasil da censura à abertura            | Jô Soares, Manoel Costa e José Luiz Arcanjo | Jô Soares            |
| 1981            | Calúnia                                 | Lillian Hellman                             | Bibi Ferreira        |
| 1982            | Eu posso                                | Reynaldo Loy                                | Luiz Carlos Ripper   |
| 1983            | Cloud Nine - Numa Nice                  | Carryl Churchill                            | André Adler          |
| 1990            | Não explica que complica                | Alan Ayckbourn                              | Bibi Ferreira        |
| 1992            | Tapas e beijos                          | Fernando Bezerra                            | Jacques Lagoa        |
| 1994            | Se eu fosse você                        | Maria Adelaide Amaral                       | Roberto Frota        |
| 1995            | Vita & Virgínia                         | Eileen Atkins (organizadora)                | Ítalo Rossi          |
| 1996            | O doente imaginário                     | Molière                                     | Moacyr Góes          |
| 1997            | Divinas palavras                        | Ramon del Valle Inclán                      | Moacyr Góes          |
| 1998            | 8 mulheres                              | Robert Thomas                               | Darson Ribeiro       |
| 1999            | Intimidades                             | Aloísio de Abreu                            | Aloísio de Abreu     |
| 2000            | Tudo no escuro                          | Peter Shaffer                               | Marcus Alvisi        |
| 2001            | Casamentos                              | Alan Ayckbourn                              | Jacqueline Laurence  |
| 2002            | Intimidades II                          | Aloísio de Abreu                            | Aloísio de Abreu     |
| 2003            | O Karma cor de rosa                     | Vicente Pereira                             | Marcus Alvisi        |
| 2004            | De cara com o avesso                    | Neir Ilelis                                 | José Renato          |
| 2005            | Você tem que me dar seu coração         | Luís Carlos Góes                            |                      |
| 2006            | Rádio Nacional                          | Fátima Valença                              | Fábio Pilar          |
| 2010-2012; 2015 | Marlene Dietrich - As pernas do século  | Aimar Labaki                                | William Pereira      |
| 2023-2024       | Charles Aznavour - Um Romance Inventado | Saulo Sisnando                              | Daniel Dias da Silva |
| 2024            | Bonitinha, mas Ordinária                | Nelson Rodrigues                            | Bruce Gomlevsky      |

## Prêmios e Indicações
| Ano  | Categoria                            | Festival                                        | Trabalho                              | Notas    |
| ---- | ------------------------------------ | ----------------------------------------------- | ------------------------------------- | -------- |
| 1983 | Melhor Atriz coadjuvante/ secundária | Prêmio Kikito no Festival de Gramado            | Bar Esperança                         | Venceu   |
| 2002 | Melhor Atriz                         | Mostrará-X - Mostra Nacional de Teatro de Araxá | Intimidades II                        | Venceu   |
| 2011 | Melhor Atriz                         | Heloneida Studart-ALERJ                         | Marlene Dietrich -As Pernas do Século | Venceu   |
| 2011 | Melhor Atriz                         | Prêmio Shell                                    | Marlene Dietrich -As Pernas do Século | Indicado |